# Gallicolombe de Tawi-Tawi
Gallicolumba menagei
Espèce
Statut de conservation UICN

 CR C2a(i,ii);D : 
En danger critique
La Gallicolombe de Tawi-Tawi (Gallicolumba menagei ) est une espèce d'oiseau appartenant à la famille des colombidés.

## Répartition
Elle est endémique et l’espèce porte-drapeau des forêts pluviales de l'archipel de Sulu, aux Philippines.